# Steffen Jürgens (Sänger)
Steffen Jürgens (ehemaliger Künstlername: Bernd Berger; * 14. Februar 1968 am Greifswalder Bodden) ist ein deutscher Schlagersänger.

## Karriere
1999 knüpfte er erste Kontakte zu einer Musikagentur während einer Großveranstaltung in Oldenburg, womit sich für ihn der erste Plattenvertrag ergab. Er trat damals unter dem Künstlernamen Bernd Berger auf.
2003 wechselte er zur Plattenfirma IX Records. Im selben Jahr landete die Maxi-CD Liebe auf den ersten Blick auf Platz 1 in Uwe Hübners Hitparade. 2004 war er erstmals mit seinem bürgerlichen Namen Steffen Jürgens auf der Bühne und veröffentlichte das Album Ich bin wieder da. Es folgte die Maxi-CD 7 Tage Sonntag, die es auf Platz 2 der deutschen Schlagercharts schaffte.
2005 kam er zum Vertrieb Tyrolis Music in Österreich. Die Aufnahmen für das 2006 veröffentlichte Album Sehnsucht begannen in Zusammenarbeit mit seinem Produzenten Robert Meister. 2007 trat er bei einem Open Air im August in seiner ehemaligen Heimat Lubmin vor rund 1600 Gästen auf, wo er sein Album Gehen oder bleiben vorstellte. Die Singleauskoppelung Niemals aus dem Album Gehen oder bleiben landete auf Platz 6 der DSC. Die zweite Singleauskoppelung Alles wird gut schaffte es auf Platz 1 der DSC.
Im Sommer 2008 wurde die neue Maxi-CD Warum veröffentlicht, die Platz 1 der Stadelcharts als „New DJ-Mix“ erreichte. Im gleichen Jahr erreichte die Maxi-CD Das verzeih’ ich dir nie – New Remix Platz 1 in den DSC. 2009 wurde das Album Gefährlich ehrlich veröffentlicht. 2012 erschien sein Album Stark wie nie. 2017 erschien sein achtes Studioalbum Echt.

## Diskografie

### Alben
- 1999: Leben um zu lieben (als Bernd Berger)
- 2001: Ekstase (als Bernd Berger)
- 2004: Ich bin wieder da
- 2006: Sehnsucht
- 2007: Gehen oder bleiben
- 2009: Gefährlich ehrlich
- 2012: Stark wie nie
- 2017: Echt

### Singles
- 1999: Lass Verbotenes gescheh’n (als Bernd Berger)
- 1999: Ich setze alles auf dich (als Bernd Berger)
- 2001: …Geil (als Bernd Berger)
- 2003: Geliebt, gehasst
- 2004: Liebe auf den ersten Blick
- 2005: 7 Tage Sonntag
- 2006: 100.000 Mal
- 2007: Niemals
- 2008: Alles wird gut
- 2008: Warum
- 2008: Das verzeih ich dir nie (New Remix 2008)
- 2012: Du träumst davon
- 2014: Ohne dich
- 2015: Fieber
- 2016: Seelenverwandt
- 2017: Sag ihr nicht
- 2018: Ich kaufe dir den Eiffelturm
- 2019: Geh’ zum Teufel
- 2019: Leidenschaft
- 2019: Du kriegst mich immer wieder ’rum
- 2021: Du bist Liebe
- 2021: Du bist Liebe (Mixmaster JJ Remix)